# Società Polisportiva La Fiorita
Società Polisportiva La Fiorita es un club de fútbol con sede en Montegiardino, San Marino. Fundado en el año 1967, juega en el Campeonato Sanmarinense de fútbol.

## Historia
La Compañía POL La Fiorita nació a finales de 1933, cuando se unió a los proyectos deportivos de jóvenes grupos, como grupo deportivo representante de Montegiardino, la ciudad más pequeña de la República de San Marino. Y uno de los cuatro equipos que entre abril y junio de 1937 dará lugar a la primera edición de la Copa Titano. La Fiorita toma el campo con el escudo de color amarillo- azul, que permanecen hasta el día de los colores de la compañía . En esta ocasión se trata de mala suerte y está clasificado en el último lugar en el primer día de inmediato se encuentra con el Libertas Borgo Maggiore, futuro campeón. Se cierra con dos puntos, con una victoria en seis partidos. Con el advenimiento de la Segunda Guerra Mundial, los Deportes Grupos Juveniles se disuelven, y La Fiorita desaparece.
En la primera posguerra, la ciudad de Montegiardino hace un retorno tímido al fútbol, pero La Fiorita era sólo un recuerdo. Los chicos se reúnen en equipos que a menudo no duran algunos juegos o jugar de forma ilegal en la plaza. Hay en estos años un verdadero representante del Castillo. La Fiorita resurge en la segunda mitad de los años sesenta, cuando en el invierno de 1966 en el " Club Recreativo de Montegiardino ", un grupo de jóvenes decidió restablecer el antiguo equipo . 04 1967 miembros dieciocho charter toman su nombre y los colores corporativos de La Fiorita y debidamente compensados ahora oficialmente , mediante la presentación de los estatutos de la Federación de San Marino Fútbol. Entre ellas se encuentran el actual presidente de FSGC , Giorgio Crescentini , Romeo Casadei , hermanos Salvatore y Theodore Bucci, Piero y Giuseppe Valentini , Donato y Giorgio Valentini , Abraham Morri , Antonio Berardi , Primera Sammarini y Augusto Casali . Fue elegido como el primer Presidente , Romeo Casadei , que mantendrá el cargo durante 26 años.
Para las primeras victorias, pero tenemos que esperar casi veinte años después de su fundación en 1986, cuando ganó su primer trofeo Federal, el primero en la historia del fútbol en San Marino, derrotando al Faetano. Durante la temporada de 1986/1987 La Fiorita, dirigido por el entrenador Bruno Albani, entra en la historia del recién nacido Campeonato de San Marino como el primer equipo capaz de ganar el triplete, Campeonato de liga ( Scudetto ), venciendo en la final al SS Faetano, la Copa Titano ( roseta ) , derrotando al SP Tre Fiori y Trofeo Federal ( corona ) , derrotando en la final de SS Libertas. También disputó la final del campeonato en la temporada 1988/1989, pero perdió contra el FC Domagnano. La segunda temporada va a llegar un poco más tarde en la temporada 1989/1990 derrotando al Cosmos. También disputaron la final de la Copa Titano en 1988 y 1989 contra Domagnano y Libertas, pero ambas las perdieron .
Durante los años 90 La Fiorita fue un club muy competitivo, pero atacado por la mala suerte. De hecho perdió tres finales de campeonato dos temporadas consecutivas 1993/1994 y 1995/1996, tanto con SP Tre Fiori y una en 1996/1997 ante el Rayo. Juega a dos finales consecutivas de trofeo Federal en 1996 y 1997 contra SS Libertas y contra el Rayo , y las dos las perdió.
Él regresará de nuevo a levantar un trofeo después de una espera de veinte años a finales de los años 2000, ganando en 2007 su tercer trofeo Federal, derrotando al SP Tre Foiri. En 2012, después de veintiún años gana la Copa Titano, superando el Pennarossa en la final con un marcador de 3-2 gracias a los goles de Gian Luca Bollini, Simon Parma y Mario Rifles ganando así la oportunidad de participar por primera vez en su historia en la competición europea. Se ajusta a formar parte de la urna de los equipos participantes en la primera ronda de clasificación de la Europa League donde se enfrenta el equipo letones Liepājas Metalurgs de la pequeña ciudad de Liepaja, en el mar Báltico.
El ganador se confirma el 3 de octubre de 2012, cuando en el estadio " Federico Crescentini " Fiorentino, La Fiorita ganó el cuarto Trofeo Federale , o más correctamente la primera Supercopa San Marino, derrotando a un juego sólo Tre Penne , ganador de la temporada pasada , con el marcador 1-0 . Un penalti convertido por Mottola decisivo al final de la segunda mitad.
En la temporada 22/23 consiguieron anotar el primer gol de la Liga de Campeones de la UEFA 2022-23 en un partido perteneciente a la primera fase previa ante el Escaldes andorranao.

## Palmarés

### Torneos nacionales
- Campeonato Sanmarinense de fútbol (6): 1986-87, 1989-90, 2013-14, 2016-17, 2017-18, 2021-22
- Copa Titano (7): 1986, 2011-12, 2012-13, 2015-16, 2017-18, 2020-21, 2023-24
- Trofeo Federal/Supercopa de San Marino (6): 1986, 1987, 2007, 2012, 2018, 2021

## Participación en competiciones de la UEFA
| Temporada | Torneo                  | Ronda            | Club                  | Local | Visita | Global      |
| --------- | ----------------------- | ---------------- | --------------------- | ----- | ------ | ----------- |
| 2012-13   | UEFA Europa League      | Clasificatoria 1 | Liepājas Metalurgs    | 0–2   | 0–4    | 0–6         |
| 2013-14   | UEFA Europa League      | Clasificatoria 1 | Valletta              | 0–2   | 0–4    | 0–6         |
| 2014-15   | UEFA Champions League   | Clasificatoria 1 | Levadia Tallinn       | 0–1   | 0–7    | 0–8         |
| 2015-16   | Liga Europea de la UEFA | Clasificatoria 1 | Vaduz                 | 0–5   | 1–5    | 1–10        |
| 2016-17   | Liga Europea de la UEFA | Clasificatoria 1 | Debreceni             | 0–5   | 0–2    | 0–7         |
| 2017-18   | UEFA Champions League   | Clasificatoria 1 | Linfield              | 0–0   | 0–1    | 0–1         |
| 2018-19   | UEFA Champions League   | Preliminar       | Lincoln Red Imps      | 0–2   | 0–2    | 0–2         |
| 2018-19   | Liga Europea de la UEFA | Clasificatoria 2 | Spartaks Jūrmala      | 0–3   | 0–6    | 0–9         |
| 2019-20   | Liga Europea de la UEFA | Preliminar       | Engordany             | 0–1   | 1–2    | 1–3         |
| 2020-21   | Liga Europea de la UEFA | Preliminar       | Coleraine             | –     | 0–1    | 0–1         |
| 2021-22   | Liga Europa Conferencia | 1                | Birkirkara            | 1–1   | 0–1    | 1–2         |
| 2022-23   | UEFA Champions League   | Preliminar       | Inter Club d'Escaldes | 1–2   | 1–2    | 1–2         |
| 2022-23   | UEFA Conference League  | 2                | Ballkani              | 0–4   | 0-6    | 0-10        |
| 2023-24   | Liga Europa Conferencia | 1                | Zimbru                | 1–1   | 0–1    | 1–2         |
| 2024-25   | Liga Europa Conferencia | 1                | Isloch Minsk Raion    | 1–0   | 0–1    | 1–1 (4-2 p) |
| 2024-25   | Liga Europa Conferencia | 2                | İstanbul Başakşehir   | 0-4   | 1-6    | 1–10        |
| 2025-26   | Liga Europa Conferencia | 1                | Vardar                | 1–1   | 0–3    | 1–4         |